# プレミアムカフェ
『プレミアムカフェ』は、2015年3月30日からNHK BSプレミアム4Kで放送されているNHK衛星放送の再放送番組である。

## 概要
NHK衛星放送が3波であった時代の2010年4月3日、番組はBS2で『BSアーカイブス名作選』（ビーエスアーカイブスめいさくせん）と題して放送開始した。その当時は週に1回の放送であったが、NHK衛星放送がBS1とBSプレミアムとに再編されてからは週5日間の放送となり、同時にタイトルも変更。2011年4月4日から2012年3月23日まで『BSアーカイブス』、2012年4月2日から2015年3月27日まで『プレミアムアーカイブス』と題して放送されていた。
番組は、NHK衛星放送が1984年のBS1（衛星第1放送）試験放送開始時からこれまでに放送してきた中から、斬新な内容の番組、過去に話題になった番組、そして視聴者からのリクエストがあった番組を再放送している。また番組は、『BSアーカイブス』および『プレミアムアーカイブス』時代に放送してきた内容のアンコール放送も行っている。
番組中には、NHKのアナウンサーが出演するスタジオパートを設けている。このパートには取り上げた番組と関連のある人物がゲストとして招かれ、番組について解説したり感想を述べている。
2018年頃からは1990年代以前の番組の放送は減り2000年代以降の番組（特にBS1とBSプレミアムの開局以降の番組、2019年、2020年制作の番組が本放送から1年たたず放送されることも多い）が大半になってきている。2021年頃の新規収録分より初めにスタジオパートがなく番組終了後のみとなっている。
2023年4月からは、BSプレミアムとBS4Kの同年12月からのチャンネル統合による新チャンネル・BSプレミアム4Kを見据え、『4Kプレミアムカフェ』として、初回生放送（原則9:30 - 11:45）・再放送（原則翌日 0:00 - 2:15）ともこの2つのチャンネルで同時放送された。同12月1日以後は放送時間（再放送含む）はそのままで、BSプレミアム4Kのみでの放送となる。BSプレミアムを統合したBSでは不定期に23:30頃より再放送される。

## 放送時間
いずれも日本標準時、2017年4月10日以降の放送時間。終了時刻に関しては一定でなく、取り上げた番組の長さによって変動する。再放送は初回放送の翌日未明（当日深夜）に行われたが2024年4月より再放送時間が早まった。
- 初回放送
  - 月曜 - 金曜 9:00 - 11:00頃
- 再放送
  - BS4K 月曜 - 金曜 22:00～22:30 - 0:00頃

### 過去
- - 火曜 0:45 - 2:45頃（月曜深夜）
  - 水曜 0:30 - 2:30頃（火曜深夜）
  - 木曜 0:45 - 2:45頃（水曜深夜）
  - 金曜 0:45 - 2:45頃（木曜深夜）
  - 土曜 2:15 - 4:15頃（金曜深夜）

## キャスター
- 2010年度 - 2014年度
  - 滝島雅子
  - 森山春香
  - 森田美由紀
  - 内藤裕子
- 2015年度
  - 與芝由三栄
  - 江崎史恵
- 2016年度 - 
  - 渡邊あゆみ
  - 石井かおる